# 야베스
야베스(Jabez)는 역대기에 등장하는 한 남성이다. 유다 국왕의 조상으로 이야기되지만 혈통에 분명히 언급되어 있지는 않다. 그의 어머니가 그의 이름을 야베스로 지었는데 그 의미는 "그가 슬프게 한다"는 것으로, 정확한 출생적 기원은 불분명하다. 야베스의 가장 중요한 업적은 주의 은혜에 힘입어 새로운 영토를 정복한 것이다.
야베스에 대한 본문 설명은 간단하지만 일부 타르굼 사람들은 야베스가 십보라의 레위 자손을 위한 종교 기관도 세웠다고 자세히 설명한다. "그 이름을 야베스라 하니 이는 그가 그 회의에서 31명의 제자로 구성된 학교를 세웠음이더라. 이는 그들의 찬송가에서 그들의 음성이 나팔 같았기 때문이요, 시마팀은 그들이 들음에 그들의 얼굴을 들었기 때문이요, 즉 그들이 기도할 때, 수가딤은 그들이 예언의 영에 의해 가려졌기 때문이더라.”
아랍어와 페르시아어에서는 야베스를 야비스(Yabis) 또는 야비즈(Yabiz,  يَعْبِيصَ )로 음역한다. 그러나 시리아어와 아랍어 번역은 히브리어 עיני [내 눈]과 동족인 ainei 또는 "aina"의 실질적으로 다른 음역을 사용한다.
야베스는 역대상 2:55에도 언급되어 있는데, 이는 지명으로 언급되었을 것으로 추정한다.

## 같이 보기
- 야베스 길앗 전투